# 出資
出資（しゅっし）とは、広義には、対象となる団体に財産を提供すること、狭義には、株式、持分等の地位を取得する形で財産を提供すること、又は一定の団体についてはそれによって得られる株式又は持分類似の地位を指す。出資された資金を出資金、出資した者を出資者という。

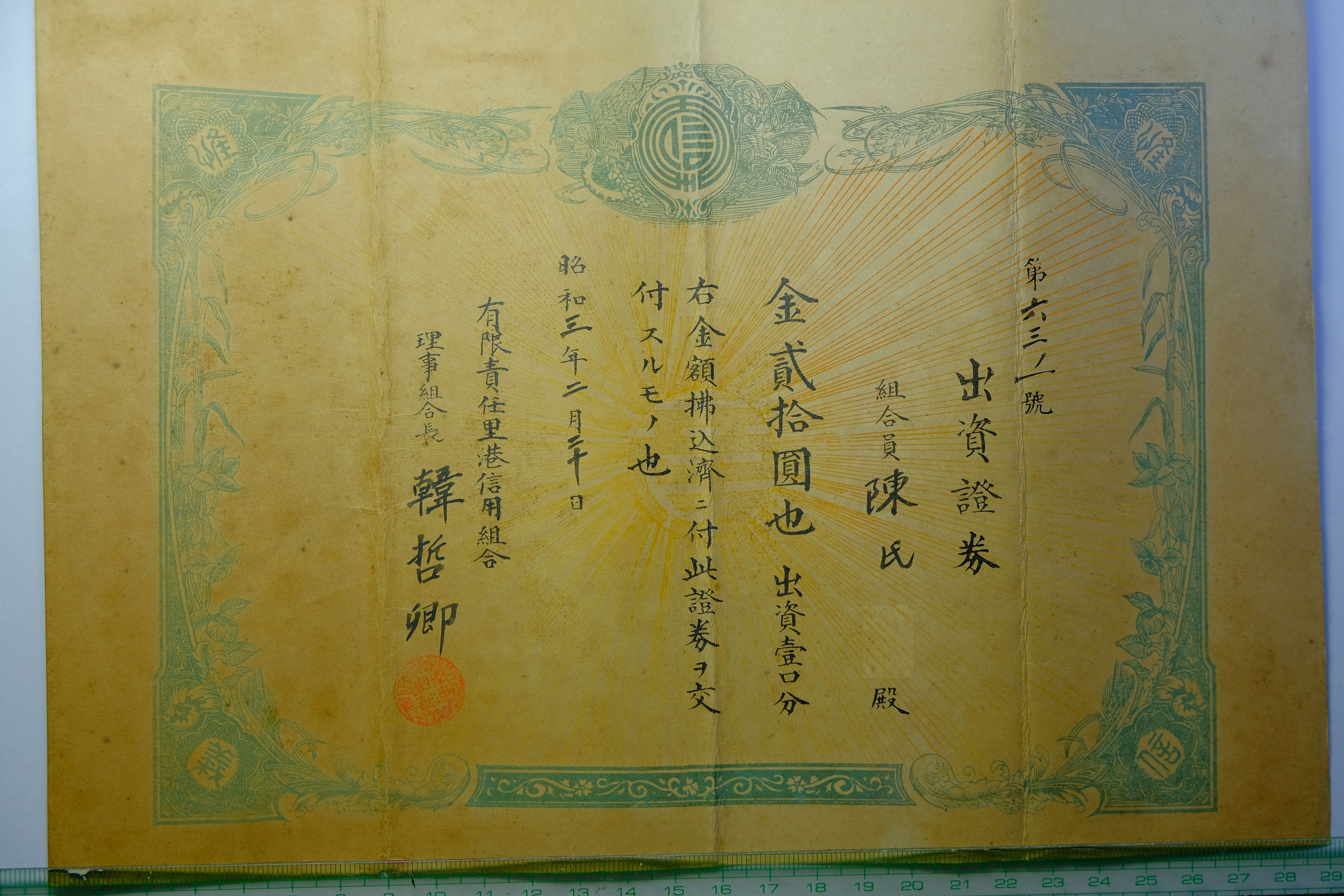
昭和三年(1928)有限責任里港信用組合出資證券

狭義の出資の見返りとして、株式、持分、出資などと呼ばれる一定の地位が与えられ、配当や残余財産の分配を受けるべき権利や議決権などが含まれる。
出資についての一般的な規制については出資法を参照。